# 东紫堇
东紫堇（学名：Corydalis buschii）为罂粟科紫堇属下的一个种。

## 扩展阅读
- 維基物種上的相關：东紫堇